# Paravonones claviger
Paravonones claviger is een hooiwagen uit de familie Cosmetidae.